# Carlos Ruiter de Oliveira Santos
Carlos Ruiter de Oliveira Santos, genannt Ruiter, (* 26. März 1943 in Pesqueira) ist ein ehemaliger brasilianischer Fußballspieler.
Er startete seine Profikarriere beim EC Ypiranga aus Bahia. 1963 wurde er gemeinsam mit Pelé beim Taça Brasil, einem Vorgängerwettbewerb der brasilianischen Meisterschaft, Torschützenkönig. Von 1966 an spielte er für mehrere Vereine in Frankreich.

## Erfolge
Nautico
- Campeonato Pernambucano: 1965

Auszeichnungen
- Brasilianischer Torschützenkönig: 1963